# Diocesi di Capso
La diocesi di Capso (in latino Dioecesis Capsensis) è una sede soppressa e sede titolare della Chiesa cattolica.

## Storia
Capso, identificabile con Aïn-Guigba nell'odierna Algeria, è un'antica sede episcopale della provincia romana di Numidia.
Unico vescovo documentato di Capso è il donatista Donaziano, che prese parte alla conferenza di Cartagine del 411, che vide riuniti assieme i vescovi cattolici e donatisti dell'Africa romana; la sede non aveva vescovi cattolici.
Dal XVIII secolo Capso è annoverata tra le sedi vescovili titolari della Chiesa cattolica; dal 22 gennaio 2019 il vescovo titolare è William James Muhm, vescovo ausiliare dell'ordinariato militare negli Stati Uniti d'America.

## Cronotassi

### Vescovi
- Donaziano † (menzionato nel 411) (vescovo donatista)

### Vescovi titolari
- Jan Feliks Szaniawski † (12 aprile 1717 - 29 gennaio 1725 nominato vescovo di Chełm)
- Gerolamo Lucini † (21 marzo 1725 - ?)
- Casimiro Rossi Reyna, O.F.M.Obs. † (23 marzo 1729 - ?)
- Charles-François Bailly de Messein † (26 settembre 1788 - 20 maggio 1794 deceduto)
- Charles O'Donnell † (11 gennaio 1797 - 24 novembre 1797 succeduto vescovo di Derry)
- Barthélemy Bruguière, M.E.P. † (5 febbraio 1828 - 20 ottobre 1835 deceduto)
- San Laurent-Joseph-Marius Imbert, M.E.P. † (26 aprile 1836 - 21 settembre 1839 deceduto)
- San Siméon-François Berneux, M.E.P. † (15 luglio 1854 - 8 marzo 1866 deceduto)
- Augustin Chausse, M.E.P. † (16 dicembre 1880 - 12 ottobre 1900 deceduto)
- Daniel Eugene Sheehan † (4 gennaio 1964 - 11 giugno 1969 nominato arcivescovo di Omaha)
- Emile Njeru † (22 maggio 1969 - 5 settembre 1970 deceduto)
- Laurent Yapi † (21 settembre 1970 - 12 gennaio 1979 nominato vescovo di Abengourou)
- Bernard Ferdinand Popp † (3 giugno 1983 - 27 giugno 2014 deceduto)
- Daniel Elias Garcia (21 gennaio 2015 - 27 novembre 2018 nominato vescovo di Monterey)
- William James Muhm, dal 22 gennaio 2019